# 羅浩元
羅浩元（1987年3月7日—），原名羅政龍、羅正龍，是臺灣的棒球選手之一，曾效力於中華職棒義大犀牛隊，守備位置為投手，2021年將名字改為現名。

## 經歷
- 台東縣新生國小少棒隊
- 台東縣新生國中青少棒隊
- 台東縣成功商水青棒隊
- 台中市台灣體院棒球隊（富邦公牛）
- 中華職棒代訓紅隊借將（2006年）
- 合作金庫棒球隊
- 中華職棒興農牛隊代訓球員（2010年）
- 中華職棒興農牛隊（2010年－2012年）
- 中華職棒義大犀牛隊（2013年－2015年）
- 台中運動家成棒隊（2016年）
- 台東縣成功商水青棒隊教練（2018年－2023年）
- 台東縣新港國中青少棒隊總教練（2019年－2020年）
- 台東縣國立臺東大學棒球隊教練（2021年－2023年）
- 新北市秀峰高中青棒隊（2023年～2024年）
- 屏東紅尾成棒隊教練（2024年～）

## 職棒生涯成績
| 年度   | 球隊     | 出賽 | 勝投 | 敗投 | 中繼 | 救援 | 完投 | 完封 | 四壞 | 三振 | 責失 | 投球局數 | 防禦率 |
| ------ | -------- | ---- | ---- | ---- | ---- | ---- | ---- | ---- | ---- | ---- | ---- | -------- | ------ |
| 2011年 | 興農牛   | 27   | 4    | 5    | 0    | 0    | 0    | 0    | 61   | 52   | 56   | 91.2     | 5.50   |
| 2012年 | 興農牛   | 25   | 0    | 4    | 1    | 0    | 0    | 0    | 42   | 25   | 36   | 43.0     | 7.54   |
| 2014年 | 義大犀牛 | 6    | 0    | 1    | 0    | 0    | 0    | 0    | 5    | 7    | 6    | 7.1      | 7.36   |
| 2015年 | 義大犀牛 | 2    | 0    | 0    | 0    | 0    | 0    | 0    | 4    | 1    | 6    | 0.2      | 81.00  |
| 合計   | 4年      | 60   | 4    | 10   | 1    | 0    | 0    | 0    | 112  | 85   | 104  | 142.2    | 6.56   |

## 特殊事蹟
- 2011年3月19日，個人職棒一軍生涯初登板對戰兄弟象隊，但沒有解決任何人次就失掉兩分。
- 2011年4月6日，對戰統一7-ELEVEn獅隊擔任先發投手，同時也是個人首次先發，主投五局失掉一分無關勝敗。
- 2011年7月30日，對戰Lamigo桃猿隊擔任先發投手，主投八局被擊出19支安打，破聯盟紀錄。
- 2011年8月6日，對戰統一7-ELEVEn獅隊擔任先發投手，主投六又三分之二局失掉四分，拿下個人職棒生涯首勝。
- 2011年8月13日，對戰兄弟象隊擔任先發投手，因牛隊投手短缺，導致單場用球數高達156球，為自1996年陳義信159球之後中華職棒本土最多投球數的投手。

## 外部連結
- 羅浩元在台灣棒球維基館上的頁面（繁體中文）
- 球員資訊和成績在中華職棒官網（中文）